# Zachar Skwarko
Zachar Skwarko (ur. 27 września 1870 w Kornicach - zm. 2 sierpnia 1925 w Kołomyi) – ukraiński działacz społeczny, adwokat, poseł do Sejmu Krajowego Galicji IX kadencji.
Urodził się w rodzinie chłopskiej. Ukończył studia na Wydziale Prawa Uniwersytetu Lwowskiego, pracował w kancelarii adwokackiej w Mościskach.
Dyrektor Pokuckiego Związku Kredytowego od 1910 roku, był członkiem Ukraińskiej Partii Narodowo-Demokratycznej, i autorem broszury na temat jej ideologii i programu.
W czasie istnienia Zachodnioukraińskiej Republiki Ludowej komisarz miasta Kołomyja, oraz przewodniczący Ukraińskiej Rady Narodowej powiatu kołomyjskiego.

## Literatura
- Енциклопедія українознавства, Lwów 1993, t. 8, s. 2854